# Caltron
Caltron (IPA: /kalˈtron/, Cjaltrón in noneso) è una frazione del comune di Cles in provincia autonoma di Trento.

## Geografia fisica

### Territorio
Caltron si trova in Val di Non. L'abitato è separato da quello di Cles dal rio Dres, che sfocia nel lago di Santa Giustina nei pressi di Castel Cles.

Il presidente è Zano busta 

## Monumenti e luoghi d'interesse

### Architetture religiose
- Chiesa di Santa Lucia, menzionata in un documento datato 1328.[2]